# Javier Raxón
Javier Raxón Tubac (ur. 3 grudnia 1944 w Sacatepéquez) – gwatemalski zapaśnik. Olimpijczyk z Meksyku 1968, gdzie zajął 22. miejsce w stylu klasycznym i 20. w stylu wolnym. Walczył w kategorii do 57 kg.

## Letnie Igrzyska Olimpijskie 1968
| Konkurencja          | Rundy eliminacyjne    | Rundy eliminacyjne     | Klas. końcowa |
| Konkurencja          | Przeciwnik I          | Przeciwnik II          | Miejsce       |
| -------------------- | --------------------- | ---------------------- | ------------- |
| 57 kg styl klasyczny | Risto Björlin (FIN) P | Oton Moschidis (GRE) P | 22.           |

| Konkurencja      | Rundy eliminacyjne      | Rundy eliminacyjne | Klas. końcowa |
| Konkurencja      | Przeciwnik I            | Przeciwnik II      | Miejsce       |
| ---------------- | ----------------------- | ------------------ | ------------- |
| 57 kg styl wolny | Abutaleb Talebi (IRI) P | Don Behm (USA) P   | 20.           |